# Pseudeustrotia
Pseudeustrotia is een geslacht van vlinders van de familie van de uilen (Noctuidae).

## Soorten
- P. bipartita (Wileman, 1914)
- P. candidula (Denis & Schiffermüller, 1775) - glanzende marmeruil
- P. carneola (Guenée, 1852)
- P. dimera (Hampson, 1910)
- P. indeterminata (Barnes & McDunnough, 1918)
- P. isomera (Hampson, 1910)
- P. macrosema (Lower, 1903)
- P. semialba (Hampson, 1894)